# Ervaringswerkwoord
Een ervaringswerkwoord is een werkwoord dat een "oorzaak" en een "ervaarder" heeft als argumenten. 
De door middel van het ervaringswerkwoord beschreven handeling of toestand kan bijvoorbeeld een positieve of negatieve emotie zijn. Indien het argument dat de oorzaak van de ervaring beschrijft het onderwerp van de zin is, heeft het indirect object meestal de functie van ondervindend voorwerp.
Enkel voorbeelden van Nederlandse ervaringswerkwoorden zijn:  bevallen, (zich) ergeren, lachen en genieten:
- Dat ergert mij (het onderwerp is de oorzaak, het ondervindend voorwerp de ervaarder).
- Ik geniet ervan (het onderwerp is de ervaarder, het indirecte object de oorzaak).

Ervaringswerkwoorden worden onderscheiden van waarnemingswerkwoorden, zoals horen, zien en voelen.
Ervaringswerkwoorden spelen in andere talen een belangrijke rol bij de bestudering van onder andere ergativiteit. 